# Madame X (film 1920)
Madame X – amerykański film z 1920 roku w reżyserii Franka Lloyda.

## Obsada
- Pauline Frederick
- Alan Roscoe